# Oscar Acosta
Oscar Román Acosta (Rosario, 18 ottobre 1964) è un ex calciatore argentino, di ruolo centrocampista.

## Caratteristiche tecniche
Giocava come centrocampista, occupando solitamente la fascia sinistra.

## Carriera

### Club
Nel 1982 debuttò nella prima squadra del Ferro Carril Oeste, con cui giocò 7 gare nel Nacional 1982, andando anche a segno in una occasione. Continuò a militare nella formazione dalla maglia bianco-verde, vincendo il Campionato Nacional sia nel 1982 che nel 1984. Nel 1989 lasciò l'Argentina per giocare in Svizzera, con il Servette. Fece ritorno in patria nel 1990, partecipando alla Primera División 1990-1991 con il Vélez di Buenos Aires. Nel 1991 firmò per la società giapponese di proprietà della All Nippon Airways, e terminò la stagione seguente con la casacca del River Plate, vincendo il campionato. Nel 1992 passò al San Martín di Tucumán, e nel 1993 venne ceduto al Banfield. Nel 1995 fu acquistato dall'Universidad de Chile, prendendo parte alla vittoria del torneo nazionale cileno. Passò poi per Argentinos Juniors, Coquimbo Unido (Cile), Barcelona di Guayaquil (Ecuador), nuovamente Banfiled e infine Ferro Carril Oeste.

### Nazionale
Partecipò al campionato del mondo Under-20 1983, debuttando il 4 giugno a Città del Messico contro la Cina under 20; all'89' segnò il gol del definitivo 5-0. Scese poi in campo contro Austria under 20, Cecoslovacchia under 20, Paesi Bassi under 20 e Polonia under 20. Nel 1987 debuttò con la Nazionale maggiore; fu convocato per la Copa América, ma non fu mai impiegato nella competizione dal CT Bilardo.

## Palmarès
- Campionato argentino: 3

Ferro Carril Oeste: Nacional 1982, Nacional 1984
River Plate: 1991-1992
- Campionato cileno: 1

Universidad de Chile: 1995